# قاعدة الرشيد الجوية
قاعدة الرشيد الجوية وتعرف سابقا باسم معسكر الهنيدي، هي قاعدة عسكرية جوية عراقية كانت تقع في مدينة بغداد.

## التاريخ
في بغداد كان هناك معسكران للجيش رئيسيان، وهما معسكر الوشاش في المنصور غرب بغداد ومعسكر الرشيد الذي كان يسمى معسكر الهنيدي في شرق بغداد، وقتها كان هذان المعسكران يقعان خارج حدود العاصمة أو على أطرافها بالقياس إلى حدود بغداد الفعلية.
تعتبر قاعدة الرشيد أول معسكر للجيش تأسس في بغداد في زمن العثمانيين، حيث تنطلق منه قوات الجيش والجندرمة لقمع الانتفاضات والحركات الشعبية في وسط وجنوب العراق، وهو أول معسكر ثابت تجحفلت فيه القوات البريطانية بعد دخولها العراق عن طريق البصرة بقيادة الجنرال مود بعد أن استدعي من مضيق الدردنيل بعد انتهاء المعارك هناك لإنقاذ القوات البريطانية المحاصرة في الكوت، وفعلاً فقد فك الحصار عنها وزحف بها إلى بغداد واحتلها يوم 11 مارس 1917
اضطر الجيش العثماني إلى الانسحاب باتجاه الشمال تاركاً خلفه معسكراً عرف بعد ذلك بالهندي، نسبة إلى عناصر القوات البريطانية من الهنود الذين كانت تستخدمهم بريطانيا في حملاتها العسكرية. اتخذ البريطانيون من القاعدة مقرا لهم، وقاموا بتطويره وانشأوا فيه الثكنات والشوارع المنظمة ووحدة طبية، كما أقاموا فيه فيما بعد مدرجاً لطائراتهم الحربية إلى جانب مطار الشعيبة في البصرة وبعد ذلك قاموا ببناء مطار اخر في منطقة الحبانية.

## القوة الجوية العراقية
اهتمت الحكومة العراقية بتأسيس جيش قوي، وتكوين قوة جوية لرفع القدرة القتالية للجيش وحماية دولة العراق. ووقعت اتفاقية عسكرية مع بريطانيا تنص على تدريب الضباط العراقيين على الفنون البحرية والعسكرية والجوية. ووافقت الحكومة البريطانية على تدريب 16 عراقياً في تخصص إدامة الطائرات وصيانتها وذلك في مستودع القوة الجوية البريطانية في قاعدة الرشيد الجوية أو ما تعرف انذاك بمعسكر الهنيدي.
بعد وصول طائرات الرف الأول من بريطانيا إلى العراق في 22 أبريل 1931، صدر الأمر العسكري من وزارة الدفاع في كيفية قيادة القوة الجوية وإدارتها، واتخذ آمر الرف الأول الملازم الأول محمد علي جواد مقراً له في وزارة الدفاع فضلاً عن مقره في معسكر الهنيدي لتسهل عليه مراجعة دوائر وزارة الدفاع لاسيما ما يتعلق منها بشؤون القوة الجوية وتطويرها.
عين العقيد أكرم مشتاق آمراً لمعسكر القوة الجوية في معسكر الهنيدي في أكتوبر 1934، ثم قائدا للقوة الجوية في 12 أكتوبر 1937. بقي معسكر الهنيدي ضمن استخدامات الجيش البريطاني حتى عام 1937 عندما سلم إلى الجيش العراقي. وكانت القيادة العسكرية البريطانية على معرفة تامة بتفاصيل المعسكر ونقاط القوة والضعف فيه، لذلك جاءت الضربة الجوية في أحداث حركة مايو 1941 دقيقة وموجعة للقوة الجوية العراقية في بغداد وأخرجتها من المعركة منذ الأيام الأولى.

## حرب الخليج الأولى
في النصف الثاني من سبعينات القرن الماضي، قررت أمانة العاصمة آنذاك على أهل بغداد بنقل معسكر الرشيد إلى خارج العاصمة وإقامة منتزه كبير مكانه يقابل منتزه الزوراء الذي أقيم في الكرخ، لكن الحرب العراقية الايرانية قضت على أحلام أهل الرصافة وأحلام أمانة العاصمة، بل حتى أن متنزه الزوراء تراجع وأصبح موقعاً عسكريا استثنائياً واستمر كذلك حتى أحداث 2003.